# Diego Molano Aponte
Diego Andrés Molano Aponte (Bogotá, 29 de junio de 1970) es un político y administrador de empresas colombiano.
Graduado de la Universidad del Rosario. Ha ocupado varios cargos públicos como director del Instituto Colombiano de Bienestar Faminiae (ICBF), consejero presidencial y Ministro de Defensa Nacional. Fue concejal de Bogotá de 2016 a 2019 por el partido Centro Democrático y en 2023 anunció su intención de aspirar por segunda vez a la alcaldía de esa ciudad como candidato independiente.

## Biografía
Molano es hijo de Stella Aponte e Isidro Antonio Molano integrante del Ejército Nacional, alcanzando el grado de Mayor quien falleció cuando Diego Andrés era joven. Como resultado, fue criado por su madre, quien mediante un emprendimiento de confección y costura, asumió la responsabilidad del hogar conformado por Diego su hermano Mauricio y su madre. Durante su infancia, creció en el barrio Quirinal de la ciudad de Bogotá y estudió en el colegio Oficial Patria. Como estudiante de dicha institución, cumplió el Servicio Militar en modalidad especial durante los grados noveno, décimo y once, convirtiéndose en reservistas de primera clase.
Se graduó como administrador de empresas de la Universidad del Rosario, en donde se integró a AIESEC, una reconocida organización internacional de estudiantes. Allí fue elegido como presidente nacional de AIESEC Colombia en el período 1991-1992. Además, tuvo la oportunidad de formar parte de AIESEC Internacional en su sede en Bruselas, Bélgica.
Después de su paso por AIESEC, Molano se graduó como Especialista en Integración internacional en la Pontificia Universidad Javeriana y adelantó un máster en Administración Pública en la Universidad de Columbia en Nueva York. Ha desempeñado varios cargos en el Gobierno de Colombia.
Fue profesor e investigador de la Universidad del Rosario donde creó las ‘Cátedras por Bogotá’  y promovió la carrera profesional de Gestión y Desarrollo Urbano en la Universidad del Rosario. Siendo investigador en el Rosario publicó el libro “La coordinación inter-agencial como generadora de valor público y transformación social.

### Vida pública
Se ha desempeñado en el sector público y privado por más de 29 años en cargos gerenciales. En el Gobierno Nacional como Ministro de Defensa Nacional, siendo nombrado el 6 de febrero de 2021 por el presidente de la República, Iván Duque Márquez. Director del Dapre (Departamento Administrativo de Presidencia), donde fue designado en diciembre de 2019 como coordinador de la Conversación Nacional, estando a cargo de la organización de las conversaciones a raíz de las marchas y manifestaciones de noviembre de ese año. Director del Instituto Colombiano de Bienestar Familiar (2011 y 2013),  Alto Consejero Presidencial y Director de la Agencia Presidencial para la Acción Social y la Cooperación Internacional (hoy Departamento para la Prosperidad Social) (2009 y 2011), Director adjunto del programa MIDAS (Más Inversión para el Desarrollo Alternativo Sostenible) de USAID, promoviendo programas de desarrollo alternativo en zonas de violencia e impulsando proyectos de generación de ingresos para comunidades vulnerables. En el sector privado se desempeñó como Director de la Fundación Bavaria (2013-2015). A nivel territorial se desempeñó como Concejal de Bogotá en el periodo 2016 - 2019 al encabezar la lista al Concejo de Bogotá por el partido Centro Democrático y fue asesor de la Gerencia de la Empresa de Acueducto y Alcantarillado de Bogotá (2001-2003).
Fue precandidato a la Alcaldía Mayor por el Centro Democrático (2019).
En 2023 Molano inició el proceso de recolección de firmas para ser avalado como candidato independiente a la Alcaldía Mayor de Bogotá.

### Ministro de Defensa
El 6 de febrero de 2021, el presidente de la República, Iván Duque Márquez, lo nombró cómo Ministro de Defensa Nacional. Su principal función es la dirección de la segunda Fuerza Pública de mayor tamaño de América Latina detrás de Brasil, con la 452.466 efectivos (Fuerza Pública de Colombia).
Durante su periodo como Ministro de Defensa, se llevó a cabo el proceso denominado "transformación de la Policía Nacional," que consistió principalmente en dos proyectos de Ley relacionados con el Estatuto de Carrera y Profesionalización y el Proyecto Ley Estatuto Disciplinario Policial.
De otra parte la acción de la Fuerza pública giro en torno a la lucha contra las drogas mediante la erradicación de hoja de coca con 391.947 hectáreas erradicadas y la campaña contra cabecillas de los grupos armados organizados que se denomino "símbolos del mal" la cual buscaba visibilizar y promover la denuncia ciudadana que permitiera su captura. Entre los capturados se destaca el temible y máximo cabecilla clan del Golfo, Dairo Antonio Úsuga David alias Otoniel, luego de 12 años de búsqueda, su captura se comparó con la caída de Pablo Escobar.
Previo a su salida del Ministerio de Defensa Nacional, la Policía Nacional anunció el descubrimiento de un plan del Frente 33 de las Disidencias de las FARC para atentar contra la vida de Molano, por quien ofrecían hasta 2.000 millones de pesos.

## Controversias

### Propuesta para construir un protestódromo
En mayo de 2019, ante las protestas sucedidas en Bogotá, Molano, siendo concejal de la ciudad, presentó en sus redes sociales un video que incluía animaciones, donde describía una propuesta para construir un «protestódromo», al que se refirió como un sitio para 50 mil personas para que la gente pueda ingresar y realizar protestas e incluso simular actos vandálicos. Según Molano: «El protestódromo es una gran solución para que permanezca el derecho a la protesta sin violencia, sin agredir a nuestros policías, sin agredir a la ciudad. Esto ayudaría a quienes quieren ir al colegio, a trabajar o a cobrar la pensión que no tengan que ser afectados cada vez que se organiza una protesta». En septiembre de 2020, tras haber sido nombrado como director del Departamento Administrativo de la Presidencia, en redes sociales y medios de comunicación salió a relucir la propuesta que fue criticada y calificada por algunos medios como la revista Semana de «burlona» y «absurda». Ante las críticas, Molano en su cuenta de Twitter dijo: «Esta propuesta la hice hace casi 2 años cuando era concejal de Bogotá. Si se hubiera implementado ¿cuántas vidas, CAIs y buses se habrían salvado? El mensaje central es el mismo: la protesta no puede terminar en violencia y menos en vandalismo». La propuesta salió a relucir una vez más cuando Molano fue nombrado Ministro de Defensa Nacional a inicios de 2021, debido a que desde su nuevo cargo tendría que estar al frente del manejo del orden público durante los actos de protesta. Al ser cuestionado sobre qué era el protestódromo, Molano dijo: «yo lo que hice fue un llamado para que la protesta pacífica se respete pero no permitir el vandalismo».
En 2023 siendo precandidato a la alcaldía de Bogotá, Molano publicó un video en sus redes sociales asegurando que la propuesta de construir un protestódromo «siempre ha sido una sátira» asegurando que era tergiversado por sus contradictores.

### Falta de idoneidad para ser ministro de defensa
Una vez fue nombrado como Ministro de Defensa por el presidente Iván Duque, Molano fue fuertemente criticado. por su aparente falta de idoneidad para ejercer el cargo, pues no tenía ninguna experiencia ni formación en asuntos de seguridad y/o defensa El presidente, al momento de referir su nombramiento, destacó que Molano fue un allegado a las fuerzas militares debido a que nació en el Hospital Militar de Bogotá y estudió el bachillerato en el Colegio Militar Patria

### Bombardeo de menores de edad
Ya como ministro, el ejército colombiano bombardeó un campamento guerrillero donde se encontraban menores de edad, cuando Molano fue interrogado sobre ese hecho lo calificó como una acción legitima a la luz del Derecho internacional humanitario, refiriendo que los niños dados de baja en combate se vuelven Máquinas de Guerra, una vez son reclutados por la guerrilla.

Los menores "dejan de ser víctimas cuando cometen delitos" y "desafortunadamente, se convierten en criminales".
Diego Molano Aponte

Este escándalo fue acentuado por cuanto, Molano, cuando era presidente del ICBF (agencia para la protección de la niñez), criticó fuertemente al gobierno Santos el cual bombardeó un campamento guerrillero donde se encontraban menores de edad. En aquel momento trinó: "Hoy, yo protejo a los niños y niñas del reclutamiento ilícito, nuestros campeones no son parte de ninguna guerra, son el presente y el futuro".

### Contrato para simular un ataque informático contra el gobierno
El 6 de mayo de 2021, durante el Paro Nacional en Colombia de 2021, varias páginas de las agencias de seguridad colombianas, incluidas sus redes sociales, amanecieron con una imagen negra sin tener acceso ni actividad; el último mensaje que aparecía en sus redes era: “Intento de bloqueo” sobre las 9 de la mañana de ese día, todas las páginas que simularon estar caídas presentaron un vídeo en el que una voz en off decía “nos intentan bloquear, pero nosotros seguimos de pie”. en su momento, varios medios de comunicación colombianos cubrieron la noticia como un ciberataque real contra las instituciones colombianas, situación que dio pie para teorías conspirativas sobre la influencia internacional detrás del estallido social que vivía el país. El gobierno colombiano aprovechó la situación para impulsar los "ciberpatrullajes" y lo que denominaron "lucha contra los fake news". Meses después de los hechos, la FLIP publicó una investigación donde demostró que el ataque fue simplemente una simulación realizada con fines propagandísticos y que se había planeado y gestionado a través de un contrato por cerca de 900 millones de pesos (unos 300.000 dólares de la época) con una empresa para "mejorar la percepción ciudadana de su gestión" y combatir las fake news, dicha empresa fue fundada por dos de sus exfuncionarias en el ICBF, y, como parte de la simulación, se le ordenó a los funcionarios públicos que se abstuvieran de dar declaraciones a los medios de comunicación la mañana del 6 de mayo de 2021, para darle mayor apariencia de realidad al supuesto ataque informático La oposición levantó su voz en especial porque el contrato se realizó en momentos cuando Colombia pasaba por una crisis financiera por la COVID-19 y por ser una forma engañosa de formar opinión pública favorable al gobierno.

### Uso desproporcionado de la fuerza durante el Paro Nacional de 2021
Durante el Paro Nacional en Colombia de 2021, fueron constantes las denuncias sobre uso desproporcionado de la fuerza por parte de la policía y el ejército colombiano, así como por la realización de actos evidentemente irregulares por parte de las fuerzas armadas del país, donde se vivieron episodios como el de policías de civil llegando armados a sitios de concentración de manifestantes, para luego ser atacados por efectivos del ejército o enfrentamientos abiertos entre efectivos militares y policiales por el uso de la fuerza contra manifestantes desarmados así como varios episodios donde civiles armados dispararon contra manifestantes, estando al lado de agentes de policía, sin ser detenidos ni requeridos. Las cifras finales del Paro evidencian unos 80 civiles muertos durante las protestas y 129 desaparecidos, situación que fue ampliamente criticada tanto nacional como internacionalmente, llegando Molano a ser el ministro peor calificado del gobierno de Iván Duque.
A finales de mayo de 2021 algunos senadores lo citaron mediante dos mociones de censura ante el Senado de Colombia para que saliera del cargo por “el tratamiento de guerra que le ha dado a la movilización social”, La moción para removerlo de su cargo no prosperó, pues tuvo 31 votos a favor y 69 en contra.

### Declarar a Irán enemigo de Colombia
En noviembre de 2021, el ministro Molano declaró, mientras estaba de visita en Israel, que

"Aquí tenemos un enemigo común y es el caso de Irán y de Hizbolá"

Situación que generó gran controversia, teniendo en cuenta que entre Colombia e Irán existen fuertes relaciones internacionales, al punto de haber una embajada iraní en Bogotá; rápidamente el presidente Iván Duque tuvo que salir a desautorizar lo señalado por Molano y el gobierno iraní se manifestó recordando que Irán y Colombia son "gobiernos amigos". Esta situación fue calificada como un error diplomático por amplios sectores de opinión.

### Masacre de Putumayo
El 28 de marzo de 2022, el ejército colombiano realizó una operación militar en la remota vereda de Alto Remanso, ubicada en el departamento del Putumayo, donde refirió haber dado de baja a 11 guerrilleros y haber capturado a otros 4, que quedaron heridos, la operación se ejecutó mientras se realizaba un bazar comunitario en un caserío de la zona, aunque inicialmente el ejército señaló que se trataba de un campamento guerrillero, pronto varios medios de comunicación empezaron a publicar las versiones de las personas que estuvieron en el lugar de los hechos, donde denunciaban que la mayoría de las víctimas del ataque militar eran civiles y líderes sociales, particularmente un gobernador indígena y el presidente de la Junta de Acción Comunal y su esposa, la situación escaló cuando la fiscalía colombiana desmintió la versión inicial, señalando que no había habido ninguna captura y que no se había puesto a disposición de tal entidad ningún herido en combate. Las críticas aumentaron cuando salieron a la luz vídeos donde se ven supuestos militares colombianos ataviados de prendas de color negro, diferentes a los uniformes propios del ejército colombiano y alcanzó su punto de mayor gravedad cuando se supo que Alias "Bruno" el guerrillero contra el que había sido ejecutada la operación militar, no había estado en el lugar de los hechos y que los militares habían simulado ser guerrilleros cuando llegaron al caserío, así como que solo se incautaron 6 fusiles, lo que hace inverosímil la versión inicial, según la cual había 15 guerrilleros armados en el lugar de los hechos.
Las denuncias incluyen manipulación de la escena de los hechos, retener ilegalmente a las personas que asistieron al bazar durante varias horas, sin permitirles ver qué se hacía con los cuerpos de las víctimas del ataque, dejar morir a una de las heridas, atentar contra blancos ilegítimos como menores de edad y una mujer embarazada., que estaban desarmados y no cumplir con el principio de distinción al no usar prendar propias del ejército ni haberse identificado como militares al momento de abrir fuego contra la comunidad, la operación fue calificada como una "masacre" por los medios nacionales e internacionales

### Ilegalidad del decreto que lo nombró, por no cumplir la ley de cuotas
El 20 de abril de 2022, el Tribunal Administrativo de Cundinamarca declaró nulo el decreto mediante el cual el presidente Iván Duque nombró a Molano como ministro, argumentando que tal decreto estaba viciado de ilegalidad por no cumplir con la Ley de Cuotas colombiana, que establece que un minino de 1/3 de los ministros deben ser mujeres, puesto que con el nombramiento de un hombre como Molano en la cartera de seguridad, el porcentaje de representación femenina en el gobierno de Iván Duque quedaba por debajo de tal cifra, al ser tal decisión una determinación en primera instancia, fue apelada por el gobierno y por el propio Molano, lo que le permitió seguir en su cargo

### Escándalo Colombia-Gate / Il Distorto Italiano
Desde marzo de 2022, el diario Corriere della Sera publicó las investigaciones de la Procuraduría de Nápoles sobre un Escándalo de Corrupción entre altos funcionarios y empresarios de la industria bélica de Italia, que involucraban a altos funcionarios del Ministerio de Defensa de Colombia del Gobierno de Iván Duque. El mayor implicado es Massimo D'Alema, quien habría intentado una venta por más de 4300 millones de euros entre aviones de entrenamiento producidos por Leonardo S.p.A. (24 Alenia Aermacchi M-346) y Fincantieri (4 corbetas FCx 30 y dos submarinos Trachinus) El escándalo, que pasó a conocerse como Colombia-gate, revelaría que Massimo D'Alema (quien fue primer ministro de Italia entre 1998 y 2000, Viceprimerministro y Canciller de 2006 a 2008) repartiría entre él y sus socios 80 millones de euros de comisión (de los que se conocen Alessandro Profumo - director general de Leonardo S.p.A. y Giuseppe Giordo, gerente general de Fincantieri). Esta negociación, que ha sido negada por distintos funcionarios de ambos países por el simple hecho de que nunca se materializó, tenía como contactos en Colombia a los paramilitares Edgar Ignacio Fierro Flórez alias "Don Antonio" (excapitán del Ejército Nacional de Colombia y mano derecha de alias Jorge 40), y Oscar José Ospino Pacheco alias "Tolemaida", capturado a finales de 2010 y condenado a 27 años de prisión por los delitos cometidos como subcomandante del Bloque Norte de las Autodefensas Unidas de Colombia (liderado por Rodrigo Tovar Pupo alias Jorge 40). Otros implicados son el contratista Robert Allen (Estados Unidos), y los italianos Gherardo Gardo, Umberto Bonavita, Giancarlo Mazzota, Emanuele Carusso y Francesco Amato (estos dos últimos trabajaron como consultores para la cooperación internacional del Ministerio de Relaciones Exteriores de Colombia). A finales de enero de 2022 Gardo, Bonavita y Mazzota se encontraban en Bogotá, y hay un documento firmado por Giuseppe Giordo, Achille Fulfaro (división militar de Fincantieri), Germán Monroy, Francisco Joya (capitanes de la Armada y delegados de la comisión del Senado de Colombia) del 27 de enero de 2022. Esta firma fue al día siguiente del fallecimiento del Ministro de Defensa de Colombia Carlos Holmes Trujillo a causa de una neumonía derivada de complicaciones por COVID 19, y fue sucedido en el cargo por Diego Molano Aponte. Holmes Trujillo ya había generado polémica por la adquisición de un helicóptero italiano Leonardo AW-139 por 12 millones de dólares en octubre de 2020, al considerarse un gasto innecesario en plena pandemia de COVID-19
El caso se volvió mediático en Colombia en junio de 2023 cuando el Corriere della Sera difundió que en el caso estaba implicada Marta Lucía Ramírez, que en 2022 era Vicepresidente y Ministra de Relaciones Exteriores (Canciller) de Colombia: “Esta operación tenía por objeto favorecer y obtener de las autoridades colombianas la firma de acuerdos por un valor total de más de 4.000 millones de euros y para conseguirlo, ofrecieron y prometieron a otras personas la contraprestación ilegal de 40 millones de euros correspondientes al 50% de la comisión total de 80 millones de euros”. En entrevistas concedidas a Revista Semana y W Radio, el vicepresidente de la Cámara de Diputados de Italia, Giorgio Mulé, niega que Marta Lucía Ramírez tenga vínculos con el escándalo. Sin embargo, Diego Molano Aponte estaría implicado en el escándalo debido a que en los audios de D'Alema se menciona que “el primer paso es recuperar el contacto y hacer una llamada con el ministro (Diego Molano)". El presidente Gustavo Petro solicitó formalmente a la Fiscalía General de la Nación el 6 de junio de 2023 que se investigue este escándalo.

## Libros
- La coordinación inter-agencial como generadora de valor público y transformación social[75]
- Bajo amenaza: la cara oculta del estallido social que golpeó a Colombia[76]